# 防暴槍

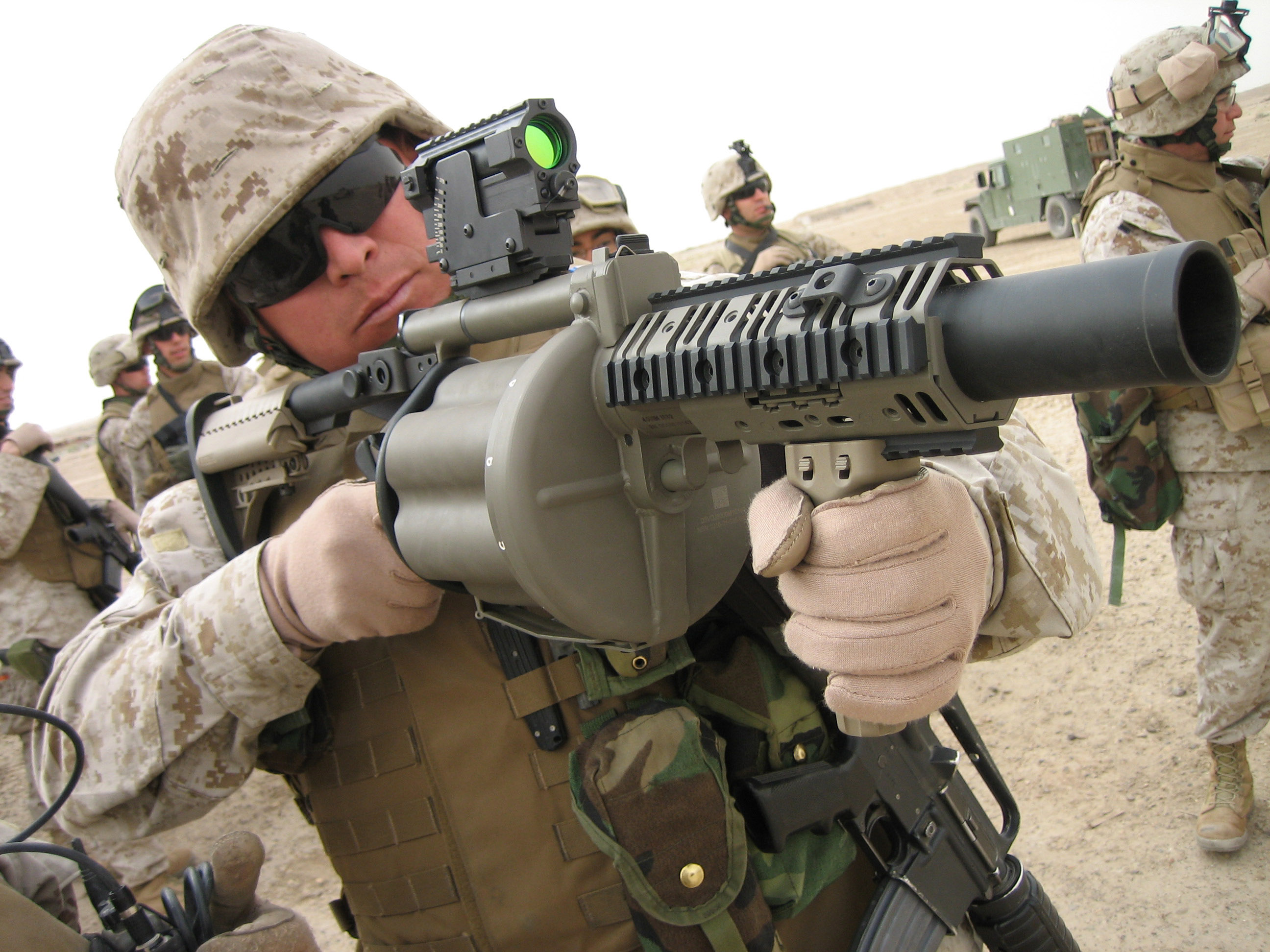
美國海軍陸戰隊詹姆斯·C·桑切斯上士使用的M32 MGL榴彈發射器。在裝填低致命性彈藥時，它也可以成為一把防暴槍。

防暴槍是一種用於發射低致命性彈藥用作防暴用途的火器。防暴槍可以是特製用作防暴用途的發射器，也可以是裝填低致命彈藥的一般槍械，例如是散彈槍或榴彈發射器。 最常見的低致命彈藥囗徑有12號鉛徑、37／38mm、40mm榴彈等。
在美國，防暴槍一詞主要指鎮暴霰彈槍。